# 호베르투 세자르 자르딩 호드리게스
호베르투 세자르 자르딩 호드리게스(1985년 12월 19일 ~ )는 브라질의 축구선수이다. 현재 브라질의 오에스치 FC 소속이다. 2013년 K리그의 울산 현대로 임대되어서 활약한 적이 있다.